# Sérgio Benatti
Sérgio Benatti Pasculli de Curci (Rio de Janeiro, 7 novembre 1965) è un ex giocatore di calcio a 5 e allenatore di calcio a 5 brasiliano, campione del mondo con la nazionale brasiliana nel 1989.

## Carriera
Originario del barrio di Méier, Benatti ha disputato il FIFA Futsal World Championship 1989 nel quale la nazionale brasiliana si è laureata campione del mondo. Si tratta dell'unico mondiale a cui ha preso parte. Con la Seleçao ha realizzato in totale 29 reti. Dopo il ritiro, Benatti ha intrapreso la carriera di allenatore. Alla fine del 2007 è stato nominato allenatore della Marca Trevigiana che ha guidato sino all'esonero il 2 dicembre 2008.

## Palmarès

### Giocatore

#### Nazionale
- Campionato mondiale: 1

Paesi Bassi 1989

### Allenatore
- Coppa UEFA: 1
Action21: 2004-05